# إرفيليرس
إرفيليرس (بالفرنسية: Ervillers)‏ هي بلدية تقع في إقليم باد كاليه من منطقة نور با دو كاليه في شمال فرنسا. تبلغ مساحة هذه المدينة 7.13 (كم²)، وترتفع عن سطح البحر 98 م، يبلغ عدد سكانها 449 نسمة حسب إحصاء المعهد الوطني للإحصاء والدراسات الاقتصادية سنة 2009 م. وترأس Jean-Louis Lebrun البلدية خلال فترة (2008-2014).